# Système judiciaire de Chypre

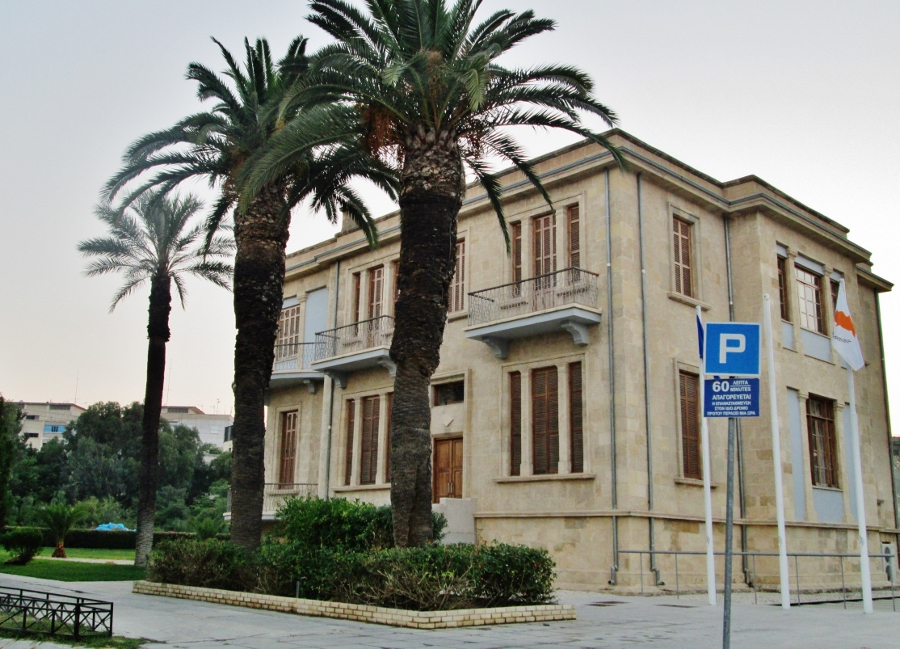
Bâtiment de la Cour suprême, Nicosie

Le Pouvoir judiciaire de Chypre est le système de tribunaux qui interprète et applique la loi à Chypre. Il est largement basé sur le modèle anglais. L'indépendance judiciaire est garantie par la Constitution.

## Loi
Les lois applicables à Chypre sont la Constitution, les lois de l'article 188 de la Constitution, la Common Law et l'équité, ainsi que les lois adoptées par la Chambre des représentants de Chypre. Après l'indépendance en 1960, Chypre conserve de nombreuses lois coloniales, les intégrant avec de nouvelles lois promulguées par sa Chambre des représentants. Ces lois sont guidées par les principes de la common law et de l'équité, comme indiqué dans la Constitution de la république de Chypre et complétées par le droit de l'Union européenne après l'adhésion de Chypre en 2004.

## Aperçu des tribunaux[2]
Le système judiciaire de Chypre comprend six tribunaux de district, un pour chaque district (Nicosie, Famagouste, Limassol, Larnaca, Paphos et Kyrenia). Depuis l'invasion turque de 1974, le tribunal de district de Famagouste réside temporairement à Paralimni, et le tribunal de district de Kyrenia à Nicosie. Les tribunaux de district ont compétence sur tous les litiges civils, sauf ceux spécifiquement attribués au tribunal de contrôle des loyers, au tribunal des conflits du travail et au tribunal de la famille. Ils traitent également des affaires pénales avec des peines d'emprisonnement allant jusqu'à cinq ans.
Les tribunaux d'assises ont une compétence illimitée sur toute affaire pénale, traitant généralement des infractions punissables de plus de cinq ans d'emprisonnement. Ces tribunaux se composent d'un président de tribunal de district et de deux juges de district principaux ou ordinaires, selon le cas.
Les tribunaux spécialisés, tels que le tribunal de la famille, traitent des divorces, de la garde des enfants, de la pension alimentaire et des différends de propriété entre chrétiens orthodoxes, avec des tribunaux séparés pour d'autres groupes religieux. Le tribunal de contrôle des loyers traite des affaires liées à la location et aux problèmes de loyer, tandis que le tribunal des conflits du travail traite exclusivement des litiges liés à l'emploi.

## Structure

### Cour suprême
La Cour suprême de Chypre est composée de treize juges, dont un président,,. Tous les juges sont nommés par le président de la république de Chypre,,. La Cour suprême siège habituellement en formations de cinq, trois ou un juge, selon l'importance et la nature de l'affaire,,. La Cour suprême a les compétences suivantes :
- Statuer sur les appels interjetés contre les décisions des tribunaux de première instance[3],[5];
- Statuer sur les questions constitutionnelles[6],[10];
- Statuer sur les affaires électorales[5],[10];
- Statuer sur les affaires maritimes[5],[3];
- Réviser les décisions des autorités administratives[3],[10];
- Émettre des mandats de prérogative[6],[8].

### Tribunaux de district
Les tribunaux de district sont les principaux tribunaux de première instance et sont situés dans chaque district de Chypre,,. Ils ont compétence pour juger des affaires civiles et pénales,. Les tribunaux de district sont composés de juges de district, de juges de district seniors et de présidents de tribunal de district,,,. Ils ont les compétences suivantes :
- Juger les affaires civiles[10];
- Juger les affaires pénales[3];
- Juger les affaires familiales, commerciales et administratives[3],[8].

## Tribunaux de district
Les tribunaux de district sont des tribunaux de première instance pour les affaires civiles (sauf celles traitées par des tribunaux spécialisés tels que le tribunal de la famille, le tribunal de contrôle des loyers ou le tribunal des conflits du travail) et les affaires pénales impliquant des peines d'emprisonnement de cinq ans ou moins. Il existe six de ces tribunaux : Nicosie, Famagouste, Kyrenia (situé à Nicosie), Larnaca, Limassol et Paphos.

## Tribunaux d'assises
Les tribunaux d'assises sont des tribunaux de première instance pour les affaires pénales impliquant des peines d'emprisonnement de plus de cinq ans.
Les tribunaux d'assises se composent de trois juges sans jury et peuvent être composés de :
- un président de district et deux juges de district
- un président de district, un juge principal de district et un juge de district
- un président de district et deux juges principaux de district.

Il existe quatre de ces tribunaux : Nicosie, Larnaca, Limassol et Paphos.

## La Cour suprême
La Cour suprême est créée en 1964 par la fusion de la Cour constitutionnelle suprême et de la Haute Cour. Bien qu'elle puisse agir en tant que cour de première instance, elle est principalement une cour d'appel pour les affaires civiles et pénales. En tant que cour d'appel, la Cour suprême peut examiner et réexaminer toutes les preuves, demander ou admettre d'autres preuves et ordonner la réaudition des affaires. Elle est composée de 13 juges, dont l'un agit en tant que président de la cour.
La Cour suprême agit également en tant que cour constitutionnelle, maritime et administrative. Elle peut également statuer sur les questions électorales. Elle est basée à Nicosie.

## Autres tribunaux
Il existe trois tribunaux de la famille : un pour Nicosie et Kyrenia, un pour Limassol et Paphos et un pour Larnaca et Famagouste, qui statuent sur les questions de divorce, de garde d'enfants et de biens immobiliers. Il y a aussi un tribunal de la famille pour les groupes religieux à Nicosie.
Il existe deux tribunaux de contrôle des loyers qui jugent les affaires de récupération de biens, de locations immobilières et des questions associées.
Il existe trois tribunaux des conflits du travail, basés à Nicosie, Larnaca et Limassol, qui ont compétence sur les affaires liées à l'emploi.
Le tribunal militaire a compétence sur les affaires militaires.
En mai 2022, la Chambre des représentants chypriote promulgue la loi 69(I)/2022, créant le tribunal de commerce et le tribunal maritime. Cette législation introduit deux tribunaux spécialisés dédiés à la résolution des litiges en droit commercial et maritime, respectivement.

## Juges
Les juges sont membres du service judiciaire de la République. Tous les juges, sauf ceux de la Cour suprême, sont nommés par le Conseil suprême de la magistrature, un organe composé des juges de la Cour suprême, qui est responsable de leur nomination, promotion, mutation et discipline. Les juges de la Cour suprême sont nommés par le président de la République sur recommandation de la Cour suprême.
Il y a 85 juges siégeant dans tous les tribunaux de première instance et 13 juges siégeant à la Cour suprême. Ils ne peuvent être révoqués qu'en des circonstances très exceptionnelles. Les juges de la Cour suprême prennent leur retraite à l'âge de 68 ans, tandis que ceux de tous les autres tribunaux prennent leur retraite à l'âge de 63 ans.